# تعال
جنبش عربی برای نوگرایی که به‌طور معمول با مخفف عبری تعال شناخته می‌شود، یک حزب سیاسی ملی‌گرای عرب در اسرائیل است که به رهبری احمد الطیبی اداره می‌شود.

## تاریخچه
تعال در اواسط دهه ۱۹۹۰ توسط الطیبی بنیان گذاشته شد. این حزب در انتخابات سال ۱۹۹۶ با نام اتحاد عربی شرکت کرد، اما تنها ۲۰۸۷ رأی (۰.۱٪) کسب کرد. در انتخابات ۱۹۹۹ به عنوان بخشی از فهرست حزب بلد شرکت کرد. الطیبی کرسی نمایندگی به دست آورد و در ۲۱ دسامبر همان سال از بلد جدا شد. در انتخابات ۲۰۰۳ این حزب در فهرست مشترک با حزب هدش شرکت کرد والطیبی کرسی خود را حفظ کرد.
در ۷ فوریه ۲۰۰۶ الطیبی اتحاد با هدش را ترک کرد. در انتخابات ۲۰۰۶ این حزب با فهرست مشترکی با فهرست متحد عربی (رعام) به نام "رعام-تعال" شرکت کرد. در ۱۲ ژانویه ۲۰۰۹، فهرست رعام-تعال توسط کمیته مرکزی انتخابات از انتخابات ۲۰۰۹ رد صلاحیت شد. بیست و یک عضو کمیته به رد صلاحیت رأی دادند، هشت نفر رأی مخالف دادند و دو نفر ممتنع بودند.الطیبی این تصمیم را مرتبط با عملیات سرب گداخته دانست و گفت: «این یک کشور نژادپرست است. ما به چنین مبارزاتی عادت داریم و پیروز خواهیم شد» و «این تصمیم به دنبال مجلسی بدون عرب است که فقط منجر به همبستگی بیشتر میان جامعه عرب و رهبری آن خواهد شد». او اعلام کرد که به دادگاه عالی اسرائیل اعتراض خواهد کرد. در ۲۱ ژانویه، دادگاه عالی اسرائیل به‌طور یک‌صدا تصمیم کمیته را لغو کرد. الطیبی از این تصمیم استقبال کرد و گفت: «ما فاشیسم را شکست دادیم. این مبارزه به پایان رسیده اما نبرد ادامه دارد. نژادپرستی به یک روند در اسرائیل تبدیل شده است... تصمیم دادگاه اشتباهی را که توسط کادیما و کارگر انجام شده بود، اصلاح کرد». این فهرست چهار کرسی به دست آورد و الطیبی جایگاه خود را در کنست حفظ کرد.
این حزب در انتخابات ۲۰۱۵ بخشی از فهرست مشترک بود، اما در ژانویه ۲۰۱۹ از این ائتلاف خارج شد. با این حال، برای انتخابات سپتامبر ۲۰۱۹ تصمیم به پیوستن دوباره به ائتلاف گرفت و همچنین در انتخابات ۲۰۲۰ به عنوان بخشی از آن شرکت کرد. این حزب بار دیگر در ۲۸ ژانویه ۲۰۲۱ از ائتلاف خارج شد، تا اینکه در ۳ فوریه دوباره به آن پیوست.

## ایدئولوژی
تعال از خروج اسرائیل به مرزهای پیش از سال ۱۹۶۷ (خط سبز) و راه‌حل دو دولتی حمایت می‌کند، که در آن یک دولت فلسطینی در کنار اسرائیل در کرانه باختری و نوار غزه تأسیس شود.
تعال اغلب به‌عنوان یک حزب سکولار توصیف شده است. با این وجود، این حزب متحد حزب اسلامی فهرست متحد عربی (رعام) بود و بین سال‌های ۲۰۰۶ تا ۲۰۱۵ در فهرست مشترک با آنها شرکت کرد. علاوه بر این، رهبر این حزب، احمد الطیبی، در سال ۲۰۱۹ به دلیل اظهارات همجنس‌گراهراس مورد انتقاد شدید قرار گرفت. الطیبی خود یک مسلمان است.

این حزب به‌عنوان یک حزب ملی‌گرای عربی توصیف شده است، اما نسبت به حزب بلد میانه‌روتر است.